# Шлезвиг-Холщайн-Зондербург
Шлезвиг-Холщайн-Зондербург (на немски: Schleswig-Holstein-Sonderburg) е странична линия на княжеската фамилия Олденбург и частично херцогство на херцогствата Шлезвиг и Холщайн. Управлява се от династията на Олденбургите с резиденция в двореца Зондербург.
Фамилията е роднина с Шлезвиг-Холщайн-Готорп. Създава се от Йохан Млади (1545–1622), третият син на крал Кристиан III от Дания и Доротея, дъщеря на херцог Магнус I фон Саксония-Лауенбург. След смъртта на Йохан неговите синове разделят херцогството на няколко линии.